# Фризанж (комуна)
Фризанж (люксемб. Fréiseng, фр. Frisange, нім. Frisange) — комуна Люксембургу. Входить до складу кантону Еш-сюр-Альзетт в окрузі Люксембург.

## Географія
Площа території комуни становить 18,43 км² (66-е місце за цим показником серед 116 комун Люксембургу).
Висота найвищої точки комуни над рівнем моря становить 293 метрів (113-е місце за цим показником серед комун країни), найнижчої — 224 метрів (40-е місце).

## Демографія
Станом на 2011 рік на території комуни мешкало 3 778 ос.
Динаміка чисельності населення:

## Адміністративний поділ
До складу комуни входять такі поселення:
| Поселення | Населення за даними переписів: | Населення за даними переписів: | Населення за даними переписів: |
| Поселення | на 31.03.1981                  | на 01.03.1991                  | на 15.02.2001                  |
| --------- | ------------------------------ | ------------------------------ | ------------------------------ |
| Аспельт   | 716                            | 773                            | 970                            |
| Фризанж   | 439                            | 647                            | 1 302                          |
| Хелланж   | 533                            | 633                            | 606                            |